# 王象坤
王象坤（1546年—1588年），字子厚，號中宇，山東承宣布政使司濟南府新城縣（今山东省桓台县）人，明朝政治人物。

## 生平
嘉靖四十三年（1564年）甲子科山東鄉試第一名舉人，嘉靖四十四年（1565年）聯捷會試第一百九十四名，殿試登第三甲第四十七名進士。工部观政，本年六月授河南杞縣知縣，隆慶二年（1568年）六月升行取，九月升户部主事，四年十一月调礼部，五年六月升员外，六年二月升郎中，万历三年（1575年）八月升江西副使，七年正月丁忧。九年十二月復除河南提学，十一年正月升本省右参政，十三年五月升江西按察使，十四年二月升浙江右布政使，十五年三月升山西左布政使。十六年六月卒，後崇祀新城鄉賢祠。

## 家族
出身新城王氏望族。曾祖父王麟，教授，贈戶部主事，累赠副都御史；祖父王重光，布政司參議，贈太僕寺少卿，累赠副都御史；父王之翰，監生，累封郎中。母于氏，累封宜人。兄王象乾（川貴总督）、弟王象蒙（御史）、弟王象泰，舉人；王象震（庠生）、王象賁（都察院檢校）、王象晋（舉人）、王象艮、王象斗（进士）、王象節（检讨）、王象萃、王象恒（乙未进士）、王象鼎、王象璧、王象巽、王象符。